# Egbert Benson

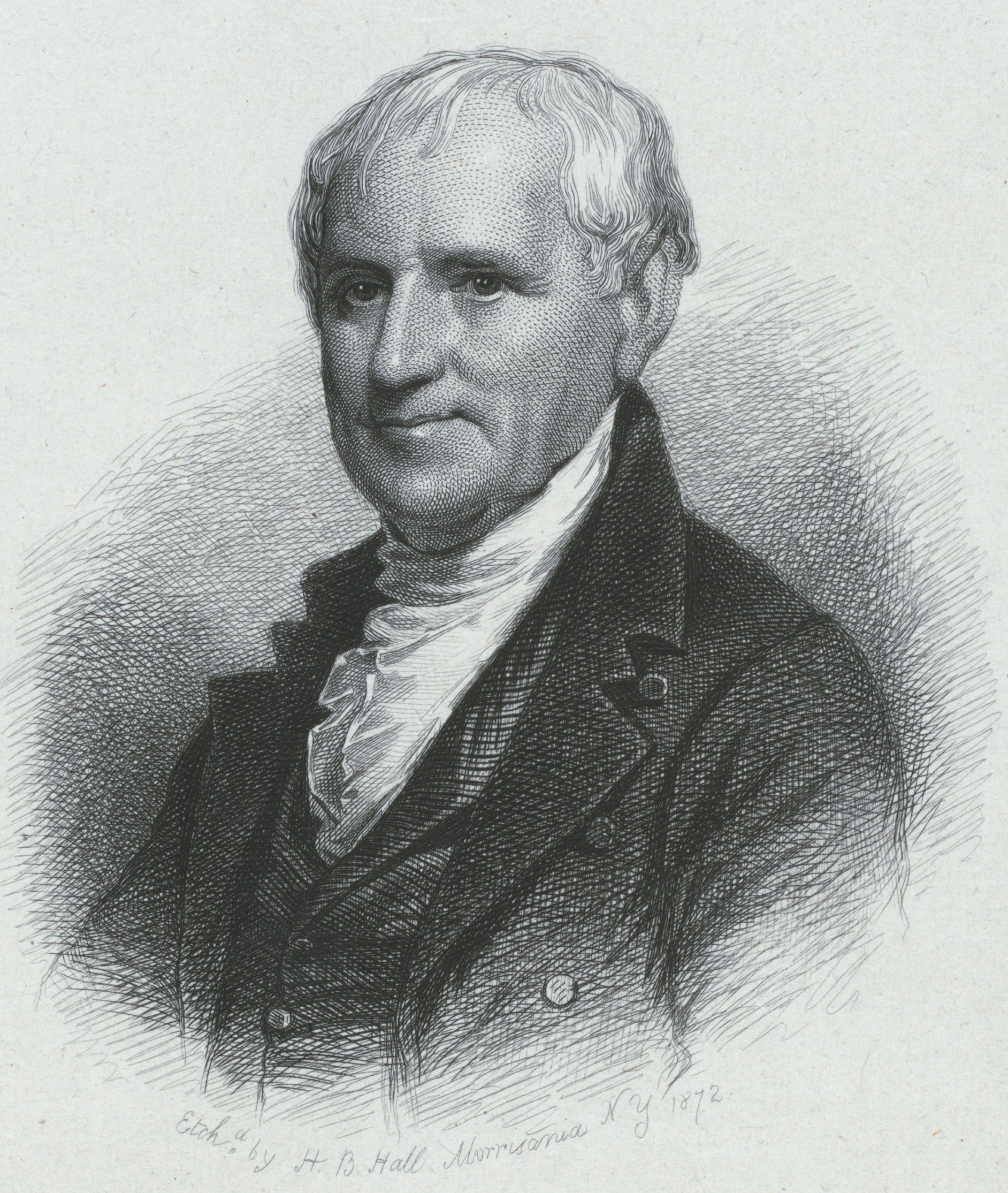
Egbert Benson

Egbert Benson (* 21. Juni 1746 in New York City; † 24. August 1833 in Jamaica, New York) war ein US-amerikanischer Jurist und Politiker. Er vertrat zwischen 1789 und 1793 sowie im Jahr 1813 den Bundesstaat New York im US-Repräsentantenhaus.

## Werdegang
Egbert Benson wuchs während der britischen Kolonialzeit auf und graduierte in dieser Zeit 1765 am Kings’s College (heute Columbia University). Er studierte Jura und begann nach dem Erhalt seiner Zulassung als Anwalt in New York City zu praktizieren. Benson war aktiv in der amerikanischen Unabhängigkeitsbewegung tätig. Als Deputierter nahm er 1775 am Provinzkonvent teil. Dann saß er in den Jahren 1777 und 1778 im Council of Safety. 1777 wurde er zum ersten Attorney General von New York ernannt, eine Stellung, die er bis 1789 innehatte. Darüber hinaus saß er zwischen 1777 und 1781 sowie im Jahr 1788 in der New York State Assembly. Im letzten Jahr des Unabhängigkeitskrieges wurde er zu einem von drei Kommissaren ernannt, die die Einschiffung der Tory-Flüchtlinge in die loyalen britischen Provinzen leiteten. Zwischen 1784 und 1801 war er beisitzender Richter (associate judge) am New York Supreme Court. Benson war in den Jahren 1784, 1787 und 1788 Mitglied im Kontinentalkongress. 1786 vertrat er New York in der Annapolis Convention. Im letzten Jahr nahm er an der verfassunggebenden Versammlung von New York teil, welche die US-Verfassung ratifizierte. Politisch gehörte er der Pro-Administration Party an.
Bei den Kongresswahlen des Jahres 1789 wurde Benson im dritten Wahlbezirk von New York in das damals noch in New York City tagende US-Repräsentantenhaus gewählt, wo er am 4. März 1789 als erster Abgeordneter dieses Distrikts seinen Dienst antrat. Er wurde einmal wiedergewählt. Da er im Jahr 1792 auf eine erneute Kandidatur verzichtete, schied er nach dem 3. März 1793 aus dem Kongress aus. Danach war er zwischen 1789 und 1802 als Regent an der New York University tätig. Am 20. Februar 1801 wurde er zum beisitzenden Richter am Bundesbezirksgericht für den zweiten Bezirk ernannt. Zwischen 1804 und 1816 war er der erste Präsident der New-York Historical Society. In dieser Zeit gehörte er der Föderalistischen Partei an. Im Jahr 1812 kandidierte er im zweiten Wahlbezirk von New York für einen Kongresssitz. Nach einer erfolgreichen Wahl trat er am 4. März 1812 die Nachfolge von William Paulding junior und Samuel L. Mitchill an, welche zuvor zusammen den zweiten Distrikt im US-Repräsentantenhaus vertraten. Am 2. August 1813 trat er von seinem Kongresssitz wieder zurück. Er verstarb am 24. August 1833 in Jamaica und wurde dann auf dem Prospect Cemetery beigesetzt.